# 安妮·哈瑟维 (莎士比亚之妻)
安妮·哈瑟維（英語：Anne Hathaway，1556年—1623年8月6日）是威廉·莎士比亞的妻子。在莎士比亞十八歲時和他結婚。後與莎士比亞育有三名子女。